# Гмитар Обрадовић
Гмитар Обрадовић (Шљивово, 4. март 1935 — Лесковац, 16. август 2008) био је српски сликар.

## Биографија
Гмитар Обрадовић рођен је 4. марта 1935. године у селу Шљивову (општина Александровац), од оца Милоша Обрадовића, земљорадника и мајке Вукосаве Обрадовић, домаћице. Након основне школе уписује Позоришни одсек Уметничке школе у Нишу, коју 1954. године завршава у класи професора Николаја Моргуњенка. Исте године у Београду уписује Академију за примењене уметности. Студирао је на Одсеку за сценографију, где је и дипломирао 1958. године у класи Миленка Шербана и Павла Васића.
Убрзо након дипломирања почиње да ради за журнал Експорт прес, а био је ангажован и у Радио-телевизија Србије. На позив редитеља Алојза Уљеса и управника лесковачког позоришта Владе Каменовића, 1961. године долази у Лесковац. Као сценограф у лесковачком позоришту радио је до 1964. године. Те године прелази у фабрику лекова Здравље у којој остаје све до пензије радећи као графички и сајамски дизајнер. Бавио се сценографијом, сликарством, графичком комуникацијом, пројектовањем привредних изложби, просторним обликовањем слободних површина.
Гмитар Обрадовић био је сликар, ликовни уметник свих врста и свих боја. Иако су у његовом сликарском опусу заступљене разне технике он је себе проналазио пре свега у акварелу.Због тога, не само у лесковачкој културној јавности већ и шире, био је познат пре свега као акварелиста. Обрадовић је био пејзажиста изузетне колористичке раскоши, причао је своју ликовну причу заљубљен у природу али и лепоту урбаних пејзажа. Радо је сликао власинско приобаље као и завичај, пре свега жупско село и богато шљивовско виногорје.
Његове слике налазе се у приватном власништву у Русији, Немачкој, Швајцарској, Белгији, Румунији, Чешкој, Словачкој, Италији, Француској, Србији и бившим југословенским републикама. Умиро је 16. августа 2008. године у Лесковцу. Сахрањен је на лесковачком Светоилијском гробљу.

## Самосталне изложбе
- 1963. Клуб Народног позоришта Лесковац
- 1965. Хол Дома ЈНА, Лесковац
- 1966. Хол Дома синдиката, Лесковац
- 1967. Галерија културног центра, Београд
- 1971. Хол Дома ЈНА, Лесковац
- 1971. Галерија радничког универзитета, Нови Сад
- 1978. Хол НОБ-а, Лесковац
- 1980. Клуб младих, Лесковац
- 1984. Галерија Дома културе „Жика Илић-Жути“, Лесковац
- 1984. Галерија 77, Ниш
- 1987. Галерија La Cordee, Париз
- 1989. Савремена галерија, Скопље
- 1991. Галерија фабрике лекова Здравље, Лесковац
- 1991. Галерија Симонида, Лесковац
- 1991. Ликовни салон Југоекспорт, Београд
- 1991. Дом културе, Александровац
- 1993. Хотел Гранд, Копаоник
- 1994. Клуб Југословена , Софија
- 1995. Клуб Радио Београда, Београд
- 1996. Палисад, Ликовни салон, Златибор
- 1997. Галерија Дома културе, Лесковац
- 1999. Галерија Чигота, Златибор
- 2000. Галерија Глум, Скопље
- 2003. 50. година стваралаштва, Александровац
- 2004. 50. година стваралаштва, Лесковачки културни центар

## Колективне изложбе
- 1966-1999. Октобарски салон, Лесковац
- 1965. Хол дома синдиката, Лесковац
- 1967. Хол музеја НОБ-а, Лесковац, Прокупље, Власотинце, Лебане, Владичин Хан
- 1970. Дом авијатичара, Земун
- 1971. Куманово, прилеп
- 1974. Галерија Народног Музеја, Крагујевац
- 1976. Галерија фабрике лекова Здравље, Лесковац
- 1976. Галерија фабрике козметичких производа Невена, Лесковац
- 1977. Хол Дома ЈНА, Лесковац
- 1978. Галерија Културног центра Вервије, Београд
- 1981. Привремени изложбени простор, Војводе Мишића бб, Лесковац
- 1981. Галерија Културног центра, Куманово
- 1982. Хол Народног музеја, Лесковац
- 1983. Дом културе младих, Лесковац
- 1985. Галерија Владимир Димитров, Ћустендил (Бугарска)
- 1990. Галерија дома културе, Струмица
- 1998. Мајски салон Дома културе, Лесковац
- 1999. Мајски салон Дома културе, Лесковац

## Награде и признања
- 1963. Прва награда за стални плакат Загребачког велесајма
- 1964. Друга награда Октобарског салона Лесковац
- 1965. Прва награда Октобарског салона Лесковац
- 1968. Трећа награда Октобарског салона Лесковац
- 1969. Прва награда за плакат Југословенске лутрије (Коаутор сликар Миодраг Ђилас)
- 1973. Златна плакета за штанд на светском конгресу гинеколога, Москва
- 1975. Друга награда Октобарског салона Лесковац
- 1978. Друга награда Октобарског салона Лесковац
- 1984. Прва награда Октобарског салона Лесковац
- 1989. Златна значка КПЗ Србије
- 1989. Прва награда за плакат Разоружање у свету

## Јавно изведена дела
- Спомен обележје палим борцима у I и II светском рату, Грделица
- Мурал у Образовно-школском центру, Бојник
- Иконостас у цркви Свети Дамјан и Кузма у селу Шишинце

## Истакнутији радови
- Брезе са ружичастим акцентом, 1991, уље на платну 60 x 74 cm
- Брезе са косом белом цртом, 1991, уље на платну 60 x 74 cm
- Згуснуте брезе, 1990, уље на платну 54 x 54 cm
- Брезе у париско плавој боји III, 1990, уље на платну 55 x 65 cm
- Брезе у сиво плавој боји, 1991, уље на платну 60 x 74 cm
- Брезе у тишини, 1990, уље на платну 50 x 50 cm
- Сломљена бреза, 1991, уље на платну 60 x 74 cm
- Коса бреза са оранж акцентом, 1991, уље на платну 36 x 45 cm
- Безимене брезе II, 1990, уље на платну 60 x 60 cm
- Досађивање две брезе, 1991, уље на платну 60 x 74 cm
- Вртлог, 1997, уље на платну 60 x 90 cm
- Стари ратник, 1997, акрил на платну 90 x 70 cm
- Зрела јесен, 1998, акрил на платну 110 x 90 cm
- Брда код Власинског језера, 1998, уље на платну 70 x 90 cm
- Едмон Ростан, Сирано де Бержерак, скице за костим
- Виљем Шекспир, Отело, скице за костим
- Шљивовачко поље, пастел
- Зла судбина, пастел
- Ода мојој жупи, пастел